# Copiopteryx jehovah
Copiopteryx jehovah este o specie de molie din familia Saturniidae.

## Descriere
Este o molie cu un corp relativ masiv, anvergura aripilor măsoară 9-10 cm. Aripile anterioare au o nuanță burnie-gri. Aripile posterioare prezintă prelungiri sub formă de coadă. Dimorfismul sexual se manifestă prin colorația mai deschisă a femelei și lungimea redusă a cozilor ale acestora.